# 시흥시청역
시흥시청역(始興市廳驛, Siheung City Hall station)은 경기도 시흥시 광석동에 위치한 수도권 전철 서해선의 전철역이다. 향후 이 역은 경강선과 환승역이 될 예정이며 신안산선과 분기가 예정되어 있다. 이 역부터 원시역까지 지하 구간이다. 이 역과 신현역 사이에는 일부 지상 구간이 존재한다.

## 연혁
- 2013년 10월 21일: 사업용 철도노선 고시 및 시흥시청역으로 역명 결정[2]
- 2018년 4월 6일: 철도거리표 고시[3]
- 2018년 6월 16일: 수도권 전철 서해선 개통과 함께 영업 개시[4]

## 승강장
2면 2선의 상대식 승강장이나 향후 신안산선이 개통되면 대피선 설치를 염두에 두고 설계하였기 때문에 2면 4선 쌍섬식 승강장으로 설계되었다. 승강장에는 스크린도어가 설치되어 있다.
| ↑ 신현     |
| \| 하      |
| 시흥능곡 ↓ |

| 1 | ● 수도권 전철 서해선 | 시흥대야 · 소사 · 김포공항 · 대곡 · 일산 방면 |
| 2 | ● 수도권 전철 서해선 | 달미 · 초지 · 원시 방면                       |

## 역 주변
- 복합환승센터(예정)
- 시흥시청
- 시흥시청공원
- 연성119안전센터
- 연성동행정복지센터
- 시흥시종합일자리센터
- 경기도노인전문시흥병원
- 둔대교차로
- 능곡선사유적공원
- 시흥능곡고등학교
- 승지초등학교
- 시흥장현초등학교
- 시흥시의회

## 사진

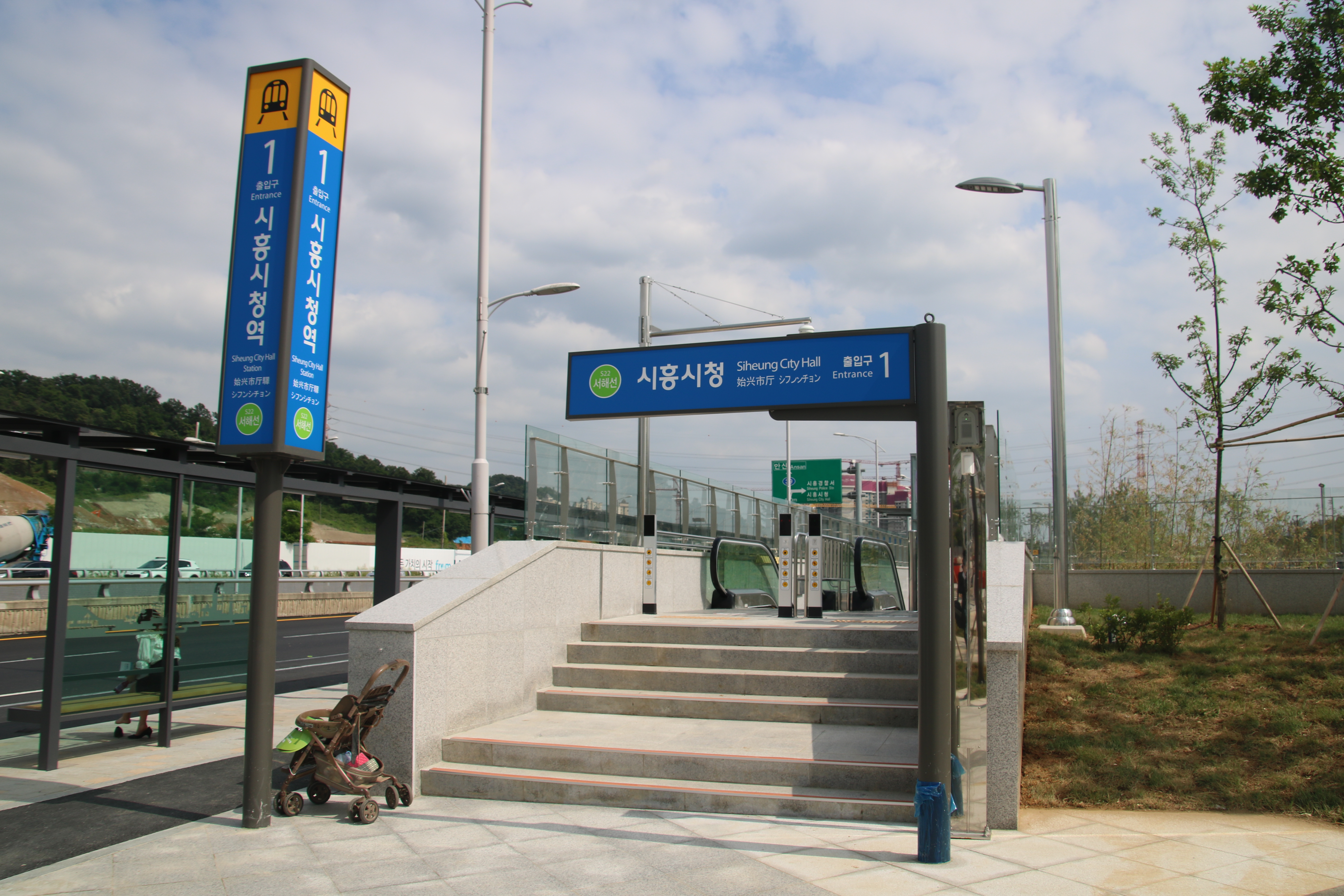
1번 출입구
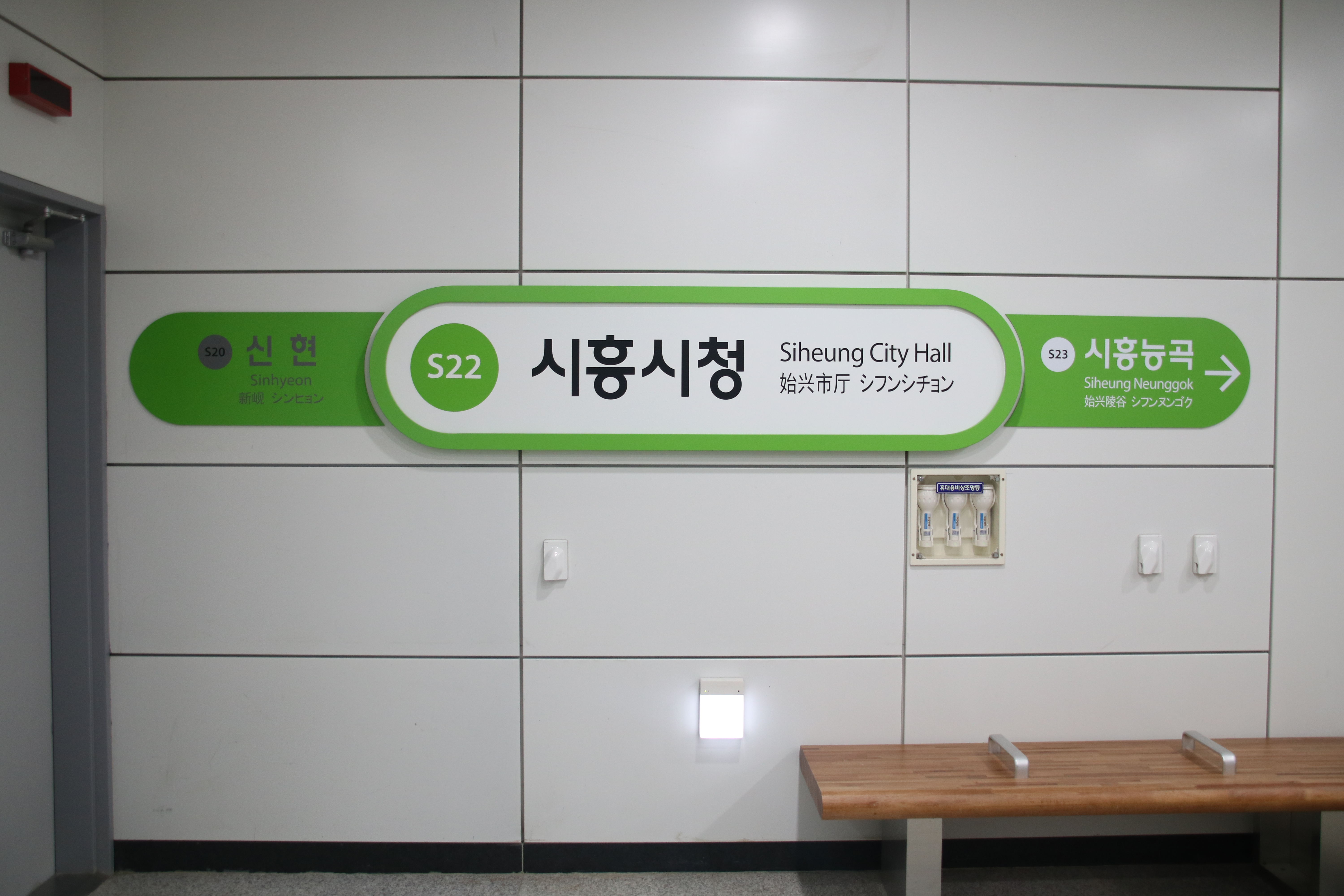
역명판
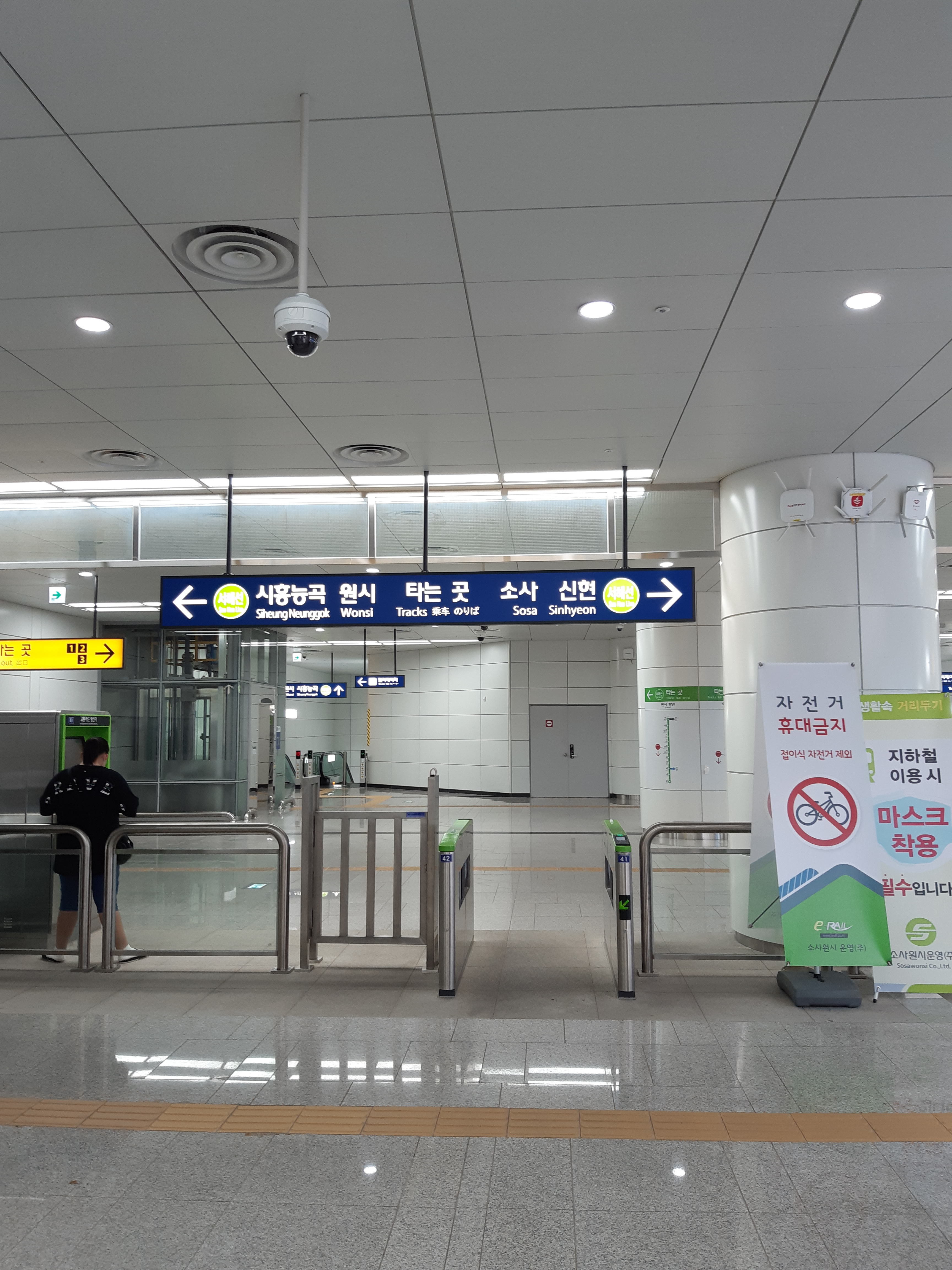
역 게이트

## 이용객 변동
| 노선               | 일평균 인원수 (명/일) | 일평균 인원수 (명/일) | 일평균 인원수 (명/일) | 일평균 인원수 (명/일) | 일평균 인원수 (명/일) | 각주  |
| 노선               | 2018년                | 2019년                | 2020년                | 2021년                | 2022년                | 각주  |
| ------------------ | --------------------- | --------------------- | --------------------- | --------------------- | --------------------- | ----- |
| 수도권 전철 서해선 | 3,480                 | 3,985                 | 3,989                 | 2,054                 | 2,305                 | [ 5 ] |

## 인접한 역
| 수도권 전철 서해선 | 수도권 전철 서해선   | 수도권 전철 서해선     |
| ------------------ | -------------------- | ---------------------- |
| S20 신현 일산 방면 | ● 수도권 전철 서해선 | S23 시흥능곡 원시 방면 |